# El cuerpo en llamas
El cuerpo en llamas (lit. ‘El cos cremant’) és una sèrie limitada de televisió per internet espanyola de thriller escrita per Laura Sarmiento i dirigida per Jorge Torregrossa i Laura Mañá per a Netflix. És una ficcionalització dels fets reals coneguts com el crim de la Guàrdia Urbana ocorreguts el 2017 prop del pantà de Foix i que apareixen en els quatre capítols inicials del programa de radiotelevisió de Carles Porta, Crims, el 2018 a Catalunya Ràdio i el 2020 a TV3.
El cuerpo en llamas està produïda per la barcelonina Arcadia Motion Pictures i protagonitzada per Úrsula Corberó, Quim Gutiérrez, José Manuel Poga, Isak Ferriz i Eva Llorach. Es va estrenar el 8 de setembre del 2023 a Netflix. Ambientada a Catalunya, està feta en castellà, i no té ni doblatge ni subtítols en català (a 2023).

## Trama
El maig del 2017, el cadàver d'un agent de policia, Pedro (José Manuel Poga) apareix calcinat a l'interior d'un cotxe al pantà de Foix, a Barcelona. La investigació de la mort posa al descobert una xarxa de relacions tòxiques, enganys, violència i escàndols sexuals que involucren Pedro i dos dels seus companys policies: la seva parella Rosa (Úrsula Corberó) i l'exnòvio d'aquesta, Albert (Quim Gutiérrez).

## Repartiment
- Úrsula Corberó com a Rosa
- Quim Gutiérrez com Albert
- José Manuel Poga com a Pedro
- Isak Ferriz com Javi
- Eva Llorach com Ester
- Raúl Prieto com a Manu
- Júlia Truyol com a Almu
- Sergi Cervera com a Néstor

## Producció
El 29 de juliol de 2022, Netflix i Arcadia Motion Pictures van anunciar que estaven desenvolupant una sèrie sobre el crim de la Guàrdia Urbana, encara sense títol, que estaria escrita per Laura Sarmiento i dirigida per Jorge Torregrossa i Laura Mañá. El setembre de 2022, es va anunciar que la sèrie es diria El cuerpo en llamas i que estaria protagonitzada per Úrsula Corberó, Quim Gutiérrez, José Manuel Poga, Isak Ferriz i Eva Llorach. El rodatge de la sèrie va començar el 19 de setembre de 2022 a Barcelona i va acabar el febrer de 2023.

### Llocs de rodatge
La sèrie es va rodar a Barcelona i a diversos espais del municipi de Manresa, al Bages, a Caldes de Montbui, i diversos municipis del Maresme, com ara Mataró, entre altres llocs. També es va rodar a les instal·lacions del Parc Audiovisual de Catalunya a Terrassa.

## Llançament
El juliol de 2023, Netflix va treure un avanç d'El cuerpo en llamas i va anunciar que la sèrie s'estrenaria a la seva plataforma el 8 de setembre de 2023. El 22 d'agost del 2023, Netflix va treure el tràiler complet de la sèrie.